# Arctornis plumbacea
Arctornis plumbacea är en fjärilsart som beskrevs av Swinhoe 1903. Arctornis plumbacea ingår i släktet Arctornis och familjen tofsspinnare. Inga underarter finns listade i Catalogue of Life.